# 什利亞赫 (克羅列韋茨區)
51°39′34″N 33°27′19″E / 51.65944°N 33.45528°E
什利亞赫（烏克蘭語：Шлях）是位於烏克蘭東北部的村莊，由蘇梅州科諾托普區的克羅萊韋茨市鎮負責管轄。該村距離比洛格里韋1公里，面積1.12平方公里，海拔高度168米，2001年人口80。